# Кач (залив)
Кач (англ. Gulf of Kutch, хинди कच्छ की खाड़ी, Каччх) — залив Аравийского моря, вдающийся на 180 км вглубь Индии на территории западного штата Гуджарат. Максимальная глубина 122 м. Ограничивает с северной стороны полуостров Катхиявар, отделяя его от полуострова Кач, и тянется в северо-восточном направлении. На берегу залива Кач в городе Джамнагар расположен крупнейший в мире нефтеперерабатывающий завод. В городе Кандла расположен крупный нефтяной терминал. В городе Вадинар расположен нефтеперерабатывающий завод Nayara Energy.